# The Wanderer (Status Quo)
The Wanderer è un singolo degli Status Quo pubblicato nel 1984.
In un momento di grande crisi interna, il longevo gruppo inglese si chiude in sala d'incisione per registrare la cover del brano The Wanderer già portato al successo da Dion nel 1962 e in seguito interpretato da moltissimi altri artisti.
La versione rock degli Status Quo si piazza al n. 7 delle classifiche inglesi.
Le sessioni di registrazione del brano costituiscono le ultime incisioni della band in studio con Alan Lancaster al basso.
Oltre che in numerose antologie, il brano si trova incluso nella ristampa 2006 dell'album Back to Back, in origine uscito nel 1983.

## Tracce
1. The Wanderer - 3:27 - (E. Maresca)
2. Can't Be Done - 3:06 - (Rossi/Frost)

## Formazione
- Francis Rossi (chitarra solista, voce)
- Rick Parfitt (chitarra ritmica, voce)
- Andy Bown (tastiere, chitarra, armonica a bocca, cori)
- Alan Lancaster (basso, voce)
- Pete Kircher (percussioni)

## Classifiche
| Posizione | 23 | 7 | 7 | 7 | 10 | 18 | 31 | 43 | 53 | 59 | 66 | uscito |

- Belgio: 9°
- Irlanda: 3°
- Olanda: 4°
- Regno Unito: 7°
- Svizzera: 10°